# Buckaroo (häst)
Buckaroo, född 13 februari 1975, död 30 juli 1996, var ett engelskt fullblod, mest känd som far till Spend a Buck som utsågs till American Horse of the Year 1985. Buckaroo utsågs till ledande avelshingst i Nordamerika 1985.

## Bakgrund
Buckaroo var en brun hingst efter Buckpasser och under Stepping High (efter No Robbery). Buckaroo föddes upp av Greentree Stud och ägdes av Greentree Stable. Han tränades under tävlingskarriären av John Gaver.
Buckaroo tävlade mellan 1977 och 1979, och sprang totalt in 138 604 dollar på 18 starter, varav 5 segrar, 5 andraplatser och 1 tredjeplats. Han tog karriärens största segrar i Peter Pan Stakes (1978) och Saranac Stakes (1978).

## Karriär
Buckaroo gjorde tre starter vid två års ålder och tog en seger i ett maidenlöp på Belmont Park. Som treåring gjorde han tio starter och tog fyra segrar, i bland annat grupp 2-löpet Saranac Stakes och grupp 3-löpet Peter Pan Stakes. Han kom även på andra plats i Dwyer Stakes och Whitney Handicap. Vid fyra års ålder slutade han oplacerad på fem starter.

### Som avelshingst
1980 stallades Buckaroo upp som avelshingst på Greentree Stud i Kentucky. För avelssäsongen 1985 flyttades han till Happy Valley i Florida. Han flyttades därefter till Florida Stallion Station för säsongen 1991 och avslutade sin avelskarriär på Bridlewood Farm.
Buckaroo blev far till 539 registrerade föl, varav 350 (64,9%) segrade i löp, och 29 (5,4%) segrade i stakeslöp. Spend a Buck, segrare av Kentucky Derby var hans mest framgångsrika avkomma, och hjälpte honom att bli utsedd till ledande avelshingst i Nordamerika 1985.
Han avled den 30 juli 1996 på grund av njursvikt.